# Arctocoma
Arctocoma é um gênero de mariposa pertencente à família Acrolepiidae.